# Al-Quds al-arabi
al-Quds al-arabi (arabisch القدس العربي, DMG al-Qudsu l-ʿarabī ‚das arabische Jerusalem‘) ist eine in London erscheinende palästinensische Tageszeitung.
Ihr Chefredakteur ist Abdelbari Atwan. Das Blatt betont seine Unabhängigkeit gegenüber der PLO-Führung und gehört zu den wichtigsten arabischsprachigen Zeitungen, die sich nicht in saudischem Besitz befinden.
al-Quds hat eine Auflage von 50.000 Exemplaren. Weltweite Bekanntheit erlangte die Zeitung, weil sie offene Briefe von Saddam Hussein oder Bekennerschreiben islamistischer Terroristen erhielt und veröffentlichte, zuletzt nach dem Anschlag von Madrid.